# Eissen
Eissen ist ein ostwestfälisches Dorf mit 671 Einwohnern in Nordrhein-Westfalen, Deutschland und gehört zur Stadt Willebadessen, Kreis Höxter im Regierungsbezirk Detmold.

## Geografie
Eissen liegt am nördlichen Rand der Warburger Börde, an einer leicht ansteigenden Stelle. Während der Bahnhof Eissen auf einer Höhe von etwa 221 m ü. NN liegt, erhebt sich im Norden die Eisser Höhe zwischen Eissen und Peckelsheim auf 247 m, um nach Peckelsheim hin wieder abzufallen, südlich vom Bahnhof fällt das Gelände bis zur Kirche noch weiter ab, um dann im Unterdorf noch ein Stück tiefer zu liegen. Im Südwesten von Eissen wiederum erhebt sich ein etwa 250 m hoher Vulkanberg, der Hüssenberg.

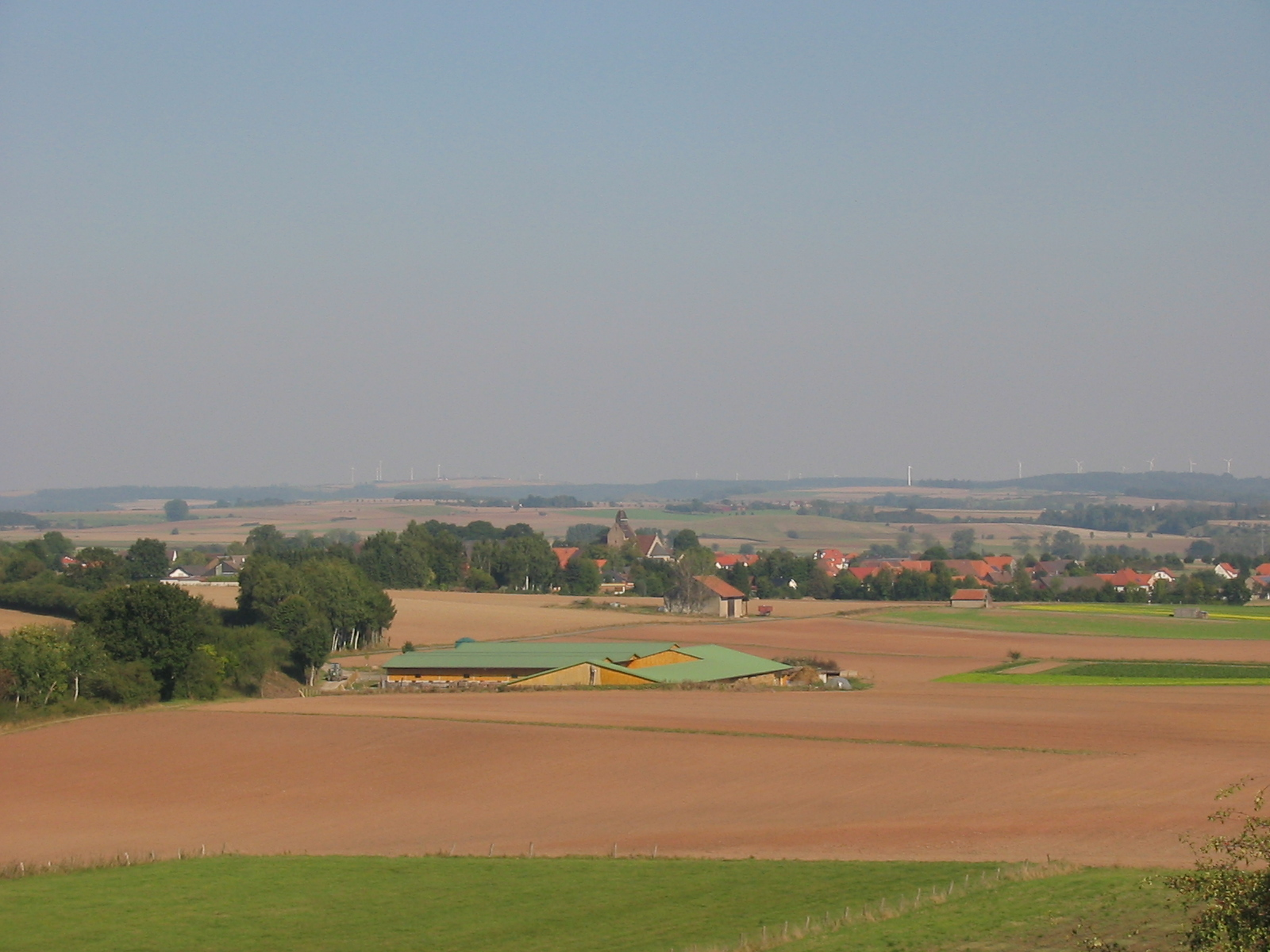
Eissen vom Hüssenberg aus gesehen
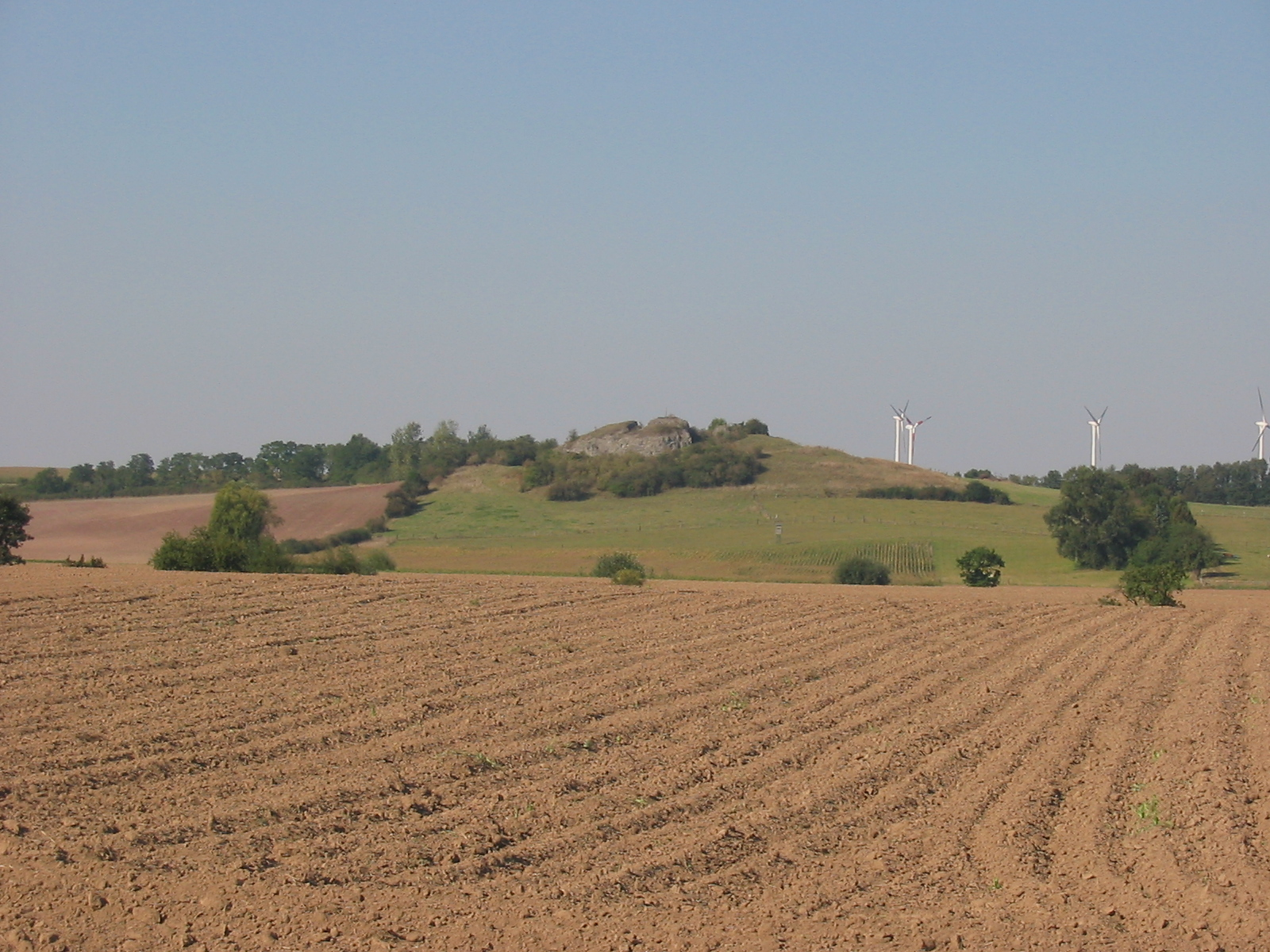
Hüssenberg
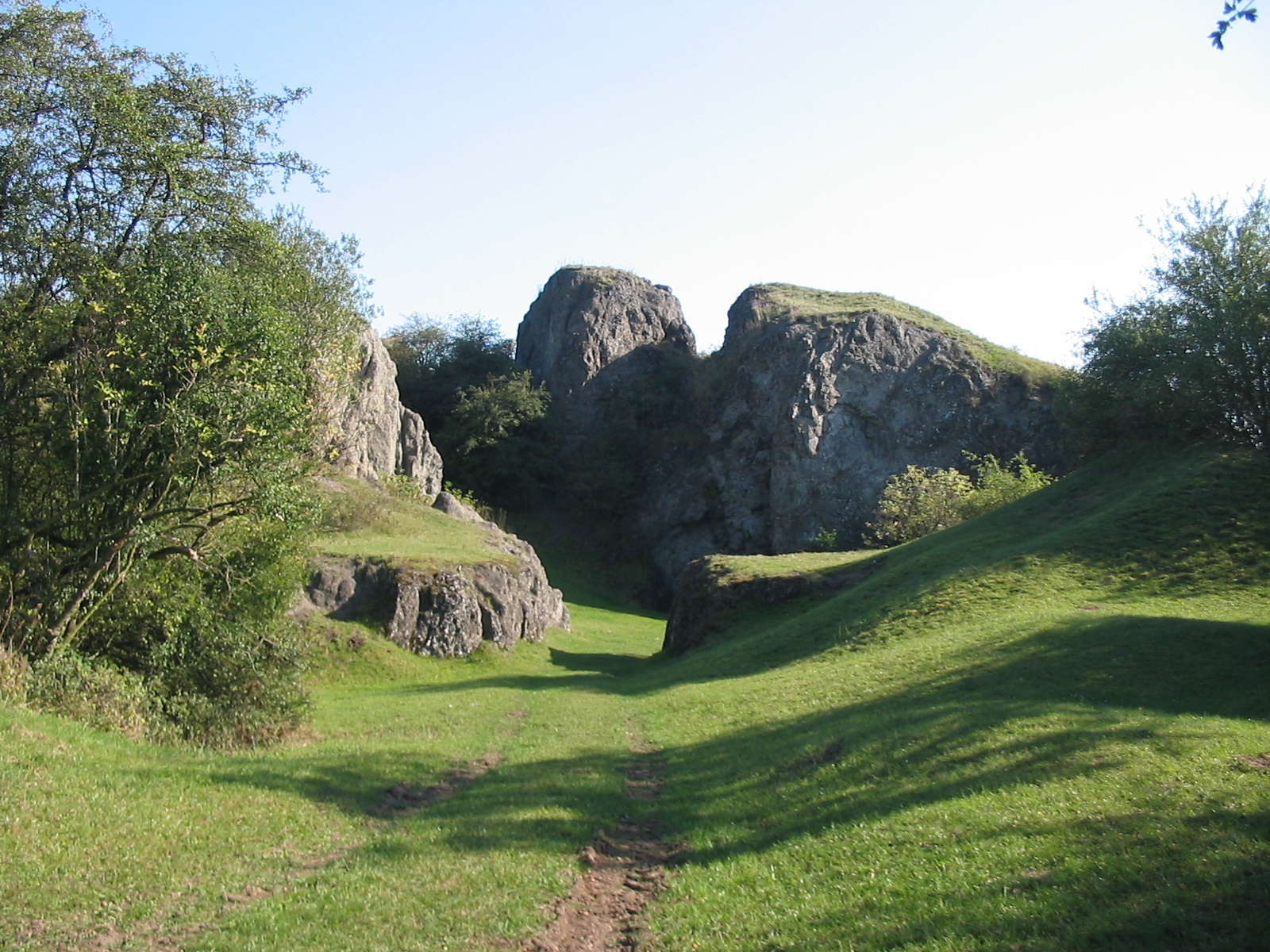
Hüssenberg im Inneren

Im Nordwesten von Eissen liegt Peckelsheim, im Norden Schweckhausen, Willegassen und Schönthal, im Osten Borgentreich, im Südosten Lütgeneder. Im Süden Großeneder, im Südwesten Engar und Deppenhöfen im Westen Löwen.

## Geschichte

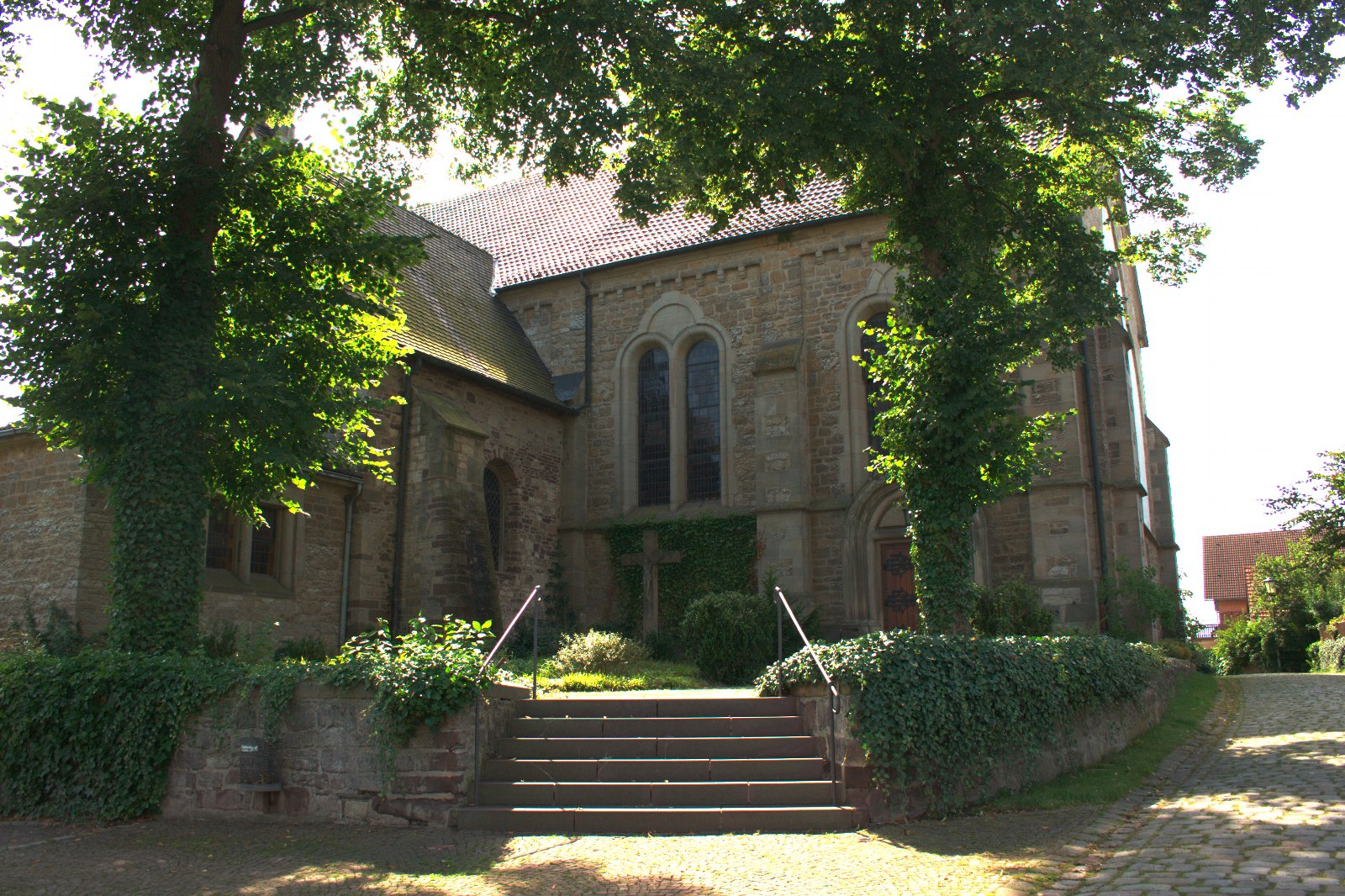
Kath. Pfarrkirche St. Liborius, Ostportal

Zwischen 1001 und 1010 n. Chr. wurde der Name Aieshusun erstmals im Schenkungsregister der freien Reichsabtei Corvey erwähnt. Um 1080 wurde in einer Heberolle des Klosters Corvey ein Klosterhof in Eissen aufgeführt. Zwischen 1000 und 1100 wurde eine dem Hl. Liborius geweihte Steinkirche erbaut. Dies ging auf eine Initiative des Bistums Paderborn zurück, welchem diese auch unterstellt war. Die Kirche wurde zur Pfarrkirche und Eissen zum Kirchspiel.
1447 vernichteten böhmische Söldner auf ihrem Rückzug von der Belagerung Soests das östlich zwischen Eissen und Borgentreich gelegene Dorf Sunrike (Wüstung).
Hessen-kasselsche Truppen plünderten 1632 alle Orte im Bereich Borgentreich, darunter auch Eissen.
Im Jahr 1640 bezogen die kaiserliche Hauptstreitmacht sowie Erzherzog Leopold Wilhelm und Fürst Ottavio Piccolomini Winterquartier im Hochstift Paderborn, was in der ganzen Gegend Hungersnöte, Krankheiten, Seuchen und Tod zur Folge hatte. Von 1641 bis 1647 wurde das Warburger Land durchgehend von plündernden hessen-kasselschen Truppen besetzt.
Ab 1756 fanden im Verlauf des Siebenjährigen Krieges immer wieder Kampfhandlungen im Warburger Raum statt. Vom 1. Dezember 1758 bis Ostern 1759 waren im Rahmen dieses Krieges Dragoner in Eissen und den Nachbarorten untergebracht. Vom Herbst 1760 bis zum Frühsommer 1761 starben in Eissen 42 Menschen (das waren 12 % der Einwohner) an den Auswirkungen des Krieges.
Eissen gehörte bis zu den Napoleonischen Kriegen zur Landvogtei Peckelsheim im Hochstift Paderborn. Von 1807 bis 1813 gehörte der Ort zum Kanton Peckelsheim im Departement der Fulda des Königreichs Westphalen. Vier zwangsrekrutierte Einwohner Eissens kamen während des Russlandfeldzugs 1812 mit Napoleons „großer Armee“ in Russland ums Leben. 1816 kam Eissen zum neuen Kreis Warburg in der preußischen Provinz Westfalen, in dem die Gemeinde zum Amt Peckelsheim gehörte.
1871 kehrte ein Eissener nicht aus dem Deutsch-Französischen Krieg zurück, drei weitere starben später, wahrscheinlich an ihren Verletzungen.
Seit dem 1. Oktober 1876 war Eissen über die Strecke Holzminden-Scherfede an das Eisenbahnnetz angeschlossen und erhielt einen eigenen, 1875 fertiggestellten, Bahnhof.
Am 6. Mai 1879 fielen innerhalb von 20 Minuten 47 Häuser einem Großbrand zum Opfer. Das Feuer wurde durch die Unachtsamkeit eines zwölfjährigen Schülers ausgelöst, der in einem Ziegenstall heimlich einen gefundenen Zigarrenstummel probiert hatte.
Am 18. Dezember 1898 gründeten 41 Bürger den Eissener Spar- und Darlehnskassenverein eGmbH, welcher 1962 mit der Spar- und Darlehnskasse Peckelsheim fusionierte und 1973 von der Volksbank Paderborn übernommen wurde, welche die Filiale allerdings 2001 schloss.
1898 wurde auf Veranlassung eines preußischen Gesetzes auf dem Bahnhof ein Kornhaus gebaut.
Die Freiwillige Feuerwehr Eissen wurde am 12. April 1911 von 32 Personen gegründet.
In der Zeit von 1912 bis 1914 wurde die Kirche umgebaut und vergrößert.
Zwischen 1914 und 1918 fielen 30 Eissener im Ersten Weltkrieg. Im Zweiten Weltkrieg fielen insgesamt 71 Eissener.
Am 1. April 1945 verschanzte sich eine Infanteriekompanie der Wehrmacht am südlichen Dorfrand, woraufhin anrückende amerikanische Verbände von Hohenwepel kommend das Dorf sturmreif schossen. Dabei wurden Kirche und Kornhaus stark beschädigt und 47 Anwesen komplett zerstört. Ganz Eissen wurde ebenfalls stark beschädigt, jedoch nur zwei Einwohner verletzt. Kein Zivilist kam ums Leben. Am Ende waren 14 deutsche und 3 amerikanische Soldaten gefallen, 65 Wehrmachtssoldaten gerieten in Gefangenschaft, der Rest setzte sich entlang der Bahnlinie in Richtung Borgholz ab.
Am 1. Januar 1975 wurde Eissen im Zuge der Gebietsreform durch das Sauerland/Paderborn-Gesetz nach Willebadessen eingemeindet, die gleichzeitig in den Kreis Höxter wechselte.
Am 2. Juni 1984 wurde der Personenzugverkehr in Eissen eingestellt.

### Name
Wie fast alle Orts- und Landbezeichnungen hat auch der Name von Eissen eine lange Entwicklung durchlaufen. Beginnend im Frühmittelalter mit Aieshusun (die Endung -husun weist auf sächsische Zeit hin), über die hochmittelalterliche Bezeichnung Heisten, bis zur heute noch gültigen Form Eissen.
- Aieshusun
- (Villa) Aeissun, Agissun, Agissen
- Heisten
- Eysne, Eyessen, Eisne, Eisenen, Eyhsen, Eihsen, Eißen
- Eissen

Die vielen unterschiedlichen Bezeichnungen/Schreibweisen ergeben sich einfach aus der früher nicht vorhandenen genormten Sprache. Jeder schrieb, wie er es für richtig hielt und wie er es gehört hat. Zur Bedeutung des Namens gibt es verschiedene Theorien, die jedoch allesamt nicht wissenschaftlich belegt sind:
- Aeissun soll von Asigsheim abstammen. Asig sei dabei ein Anlehnung an das germanische Göttergeschlecht der Asen, somit sei Eissen eine Ortschaft gewesen, in der ein Heiligtum existiert haben soll. Dafür spricht, dass der Flurname Hibbeke von Hillige-Bicke kommen soll. Allerdings kommt die Bezeichnung Asigsheim/Eissen in keiner einzigen Urkunde vor, dazu stammt die Endung -heim aus fränkischer Zeit, des Weiteren wurden noch keine archäologischen Hinweise in diese Richtung gefunden.
- Ey (Ei) bezeichnet im altsächsischen ein Gelände, welches an einem feuchten, gewässerreichen Gebiet liegt, bzw. aus einem solchen als trockene Landmasse hervorsticht. Eissen ist nördlich eines Feuchtgebietes am Quellteich/Hibbeketeich und Siek, westlich der Niederungen der Eggel und südlich der Wasserläufe des Mühlgrabens entstanden. Somit würde der Name bedeuten, dass Eissen aus einem Feuchtgebiet heraussticht. Allerdings ist auch diese Variante rein theoretischer Natur und wissenschaftlich nicht untermauert.

### Einwohnerentwicklung
Eissen ist mit 638 Einwohnern (Stand 1. Januar 2022) die drittgrößte Ortschaft der Stadt Willebadessen. Im Jahr 1760 betrug die Einwohnerzahl etwa 360. Zwischen 1818 und 1890 verließen etwa 110 Einwohner ihre Heimat und wanderten aus, die meisten in die Vereinigten Staaten von Amerika und in das Vereinigte Königreich von Großbritannien und Irland, aber auch nach Schweden und Westindien.

### Religionen
Stärkste Religionsgruppe ist die 649 Mitglieder zählende katholische St. Liborius-Kirchengemeinde, die zum Pastoralverbund Willebadessen-Peckelsheim gehört. Sie ist Teil des Dekanats Höxter im Erzbistum Paderborn. Bis Anfang 2009 fand in der Liborius-Kirche am ersten Mittwoch im Monat abends eine Messe im Tridentinischen Ritus statt – die einzige lateinische Messe im Kreis Höxter und Altkreis Warburg und (neben der Messe in Paderborn) eine von zwei tridentinischen Messen im ehemaligen Hochstift Paderborn.
Evangelische Christen sind in der evangelischen Kirchengemeinde Peckelsheim organisiert.

## Politik

### Mitglieder im Stadtrat
Seit der Gebietsreform von 1975 ist Eissen keine eigenständige Gemeinde mehr. Seitdem ist Eissen durch ein direktes Ratsmitglied im Rat der Stadt Willebadessen vertreten. Seit der letzten Kommunalwahl (13. September 2020) sind insgesamt drei Eissener im Stadtrat vertreten (CDU: Petra Engemann-Ludwig, Matthäus Nutt, SPD: Paul Arens). Ortsvorsteherin ist Petra Engemann-Ludwig.

### Wappen

Eissener Wappen

Das Wappen wurde 1996 neu entworfen und eingeführt. Die Anregung dafür ging vom Liborius-Schützenverein aus. Im Wappen selbst sollten das sogenannte Taufsteinwappen und Symbole, die den Eissener Patron St. Liborius zur Geltung bringen, vorhanden sein.
Das Taufsteinwappen ist der Schwerpunkt im unteren Teil, darüber findet man die Beschriftung „1080“, da für dieses Jahr erstmals ein Klosterhof des Klosters Corvey in Eissen nachgewiesen ist. Die sich im unteren Rand befindenden, lateinischen Worte „Villa Aeissun“ beziehen sich auf die im Kloster Helmarshausen verfasste Urkunde, in der Eissen so benannt wird. In der Mitte sind drei grüne Bögen angebracht, diese deuten auf den Kranz von Linden hin, der die Eissener Kirche umsteht. Heute findet man das Wappen fast ausschließlich auf der Dorffahne im grün-weißen Grund.

## Wirtschaft und Infrastruktur

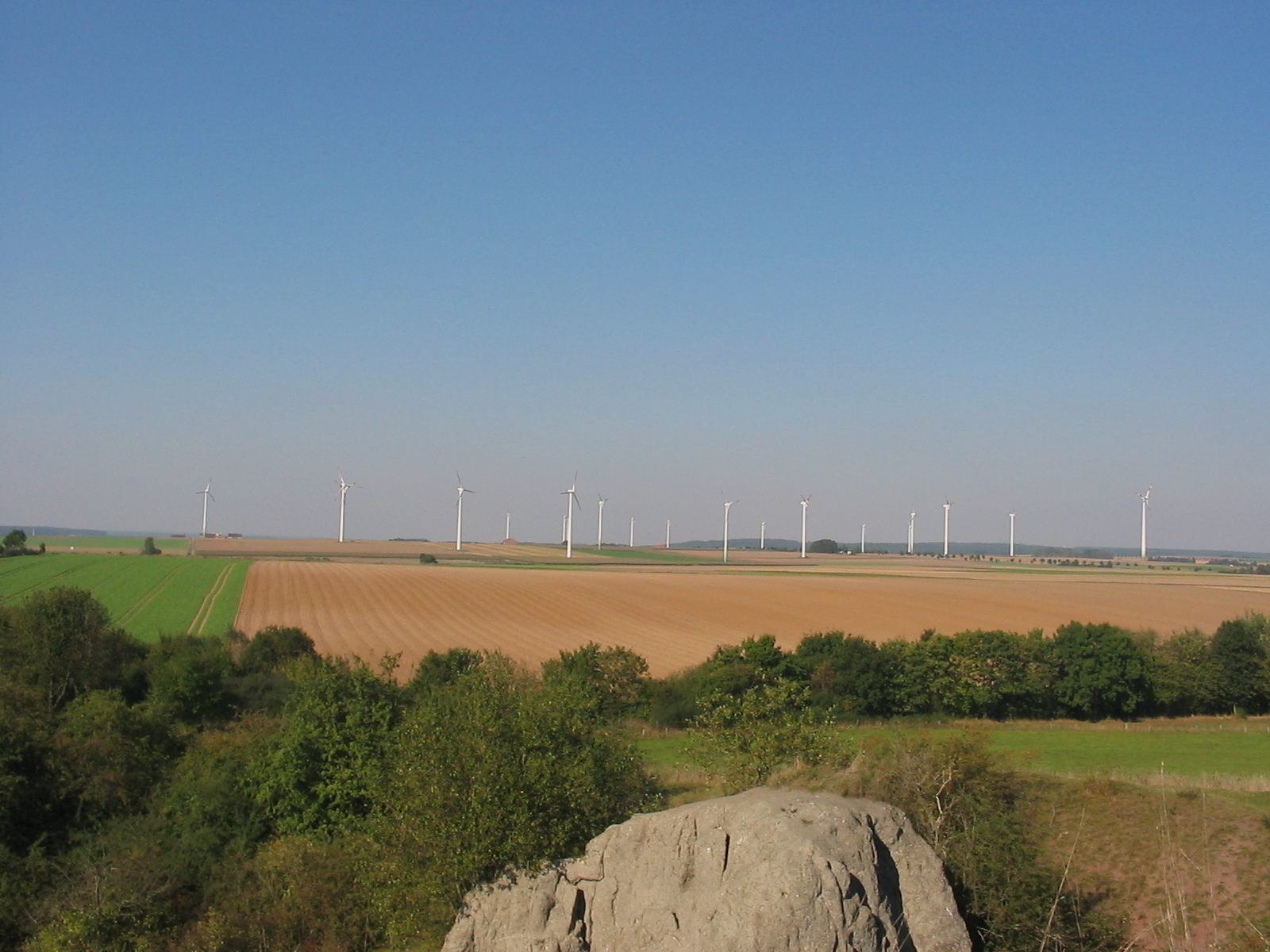
Windpark zwischen Peckelsheim und Eissen

### Wirtschaft
Eissen ist landwirtschaftlich und handwerklich geprägt. Im Ort sind einige Handwerks-, Dienstleistungs- und Handelsbetriebe aus den Bereichen Metallverarbeitung, Bau, Holz und Lebensmittel angesiedelt. Im nördlichen Außenbereich der fruchtbaren Warburger Börde gelegen, spielt in Eissen die Landwirtschaft im Vergleich zu anderen Gegenden noch eine leicht herausgehobene Rolle, wobei sich die Konzentration in der Landwirtschaft auch in Eissen fortsetzt; Höfe werden aufgegeben, weiter geführte Höfe vergrößern sich. Einen überdurchschnittlich hohen Anteil an der bewirtschafteten Fläche hat der ökologische Landbau, der in arbeitsintensiven Bereichen weitere Arbeitsplätze bereitstellt.
Die meisten Einwohner arbeiten jedoch nicht im Ort selbst, sondern in den Städten Warburg, Brakel, Höxter und Beverungen.

### Verkehr
Über die durch Eissen führende L763 erreicht man in Richtung Peckelsheim die B 252. In der anderen Richtung führt sie nach Borgentreich, wo man Anschluss an die B 241 hat. In Warburg und Paderborn befinden sich Bahnhöfe mit Fernverkehrshalt, außerdem in Willebadessen ein Nahverkehrshalt und in Brakel ein Nahverkehrssystemhalt. Eissen selbst hatte von 1876 bis 1984 einen Bahnhof an der ab dann stillgelegten Bahnstrecke Holzminden–Scherfede. Der nächstgelegene Verkehrsflughafen ist Paderborn-Lippstadt in Büren in ca. 50 km Entfernung.

## Kultur und Sehenswürdigkeiten

### Bauwerke
In der Liste der Baudenkmäler in Willebadessen sind für Eissen vier Baudenkmale aufgeführt.

### Regelmäßige Veranstaltungen
Die wichtigsten Veranstaltungen sind in jedem Jahr das traditionelle Osterfeuer am Karsamstag, das Sportfest des SV Germania Eissen 1920 e. V. Anfang Mai, das traditionelle Schützenfest des Liborius-Schützenvereins Eissen am 3. Juliwochenende und das Hüssenbergfest der KLJB Eissen Mitte August.

### Vereine
Den Ort prägende Vereine sind
- die Elterninitiative Hüssenbergnest e. V. gegründet 1993[7]
- die Katholische Frauengemeinschaft Deutschlands (kfd) Eissen, vormals Mütterverein, gegründet etwa 1930
- die Freiwillige Feuerwehr Eissen, gegründet 1911
- der Gesangverein Eintracht Eissen, gegründet 1893 bis 1953, wiedergegründet 1989
- die KLJB Eissen, gegründet 1953, wiedergegründet 1967[8]
- die Motorradfreunde Eissen[9]
- der SV Germania Eissen 1920 e. V.[10]
- der TC Blau Weiß Eissen, gegründet 1976[11]
- der Liborius-Schützenverein Eissen e. V., gegründet 1953[12]
- der Bürgerverein Eissen e. V., gegründet 2008[13]
- der EGV-Wanderverein Eissen, gegründet 1986, aufgelöst 2015 und
- die VEK – Vereinigte Eissener Karnevalisten, gegründet 1984, aufgelöst 2005.

## Persönlichkeiten
- Hubertus Fehring (* 1950), Landtagsabgeordneter